# Avon-by-the-Sea
Pour les articles homonymes, voir Avon.
Avon-by-the-Sea est une municipalité américaine située dans le comté de Monmouth au New Jersey.

## Géographie
Avon-by-the-Sea est située sur la côte Atlantique du New Jersey, entre le Sylvan Lake au nord et la Shark River (en) au sud.
La municipalité s'étend sur 0,54 mille carré (1,4 km2) dont 0,12 mille carré (0,31 km2) d'étendues d'eau.
| Neptune City          | Bradley Beach   |                 |
|                       | Avon-by-the-Sea | Océan Pacifique |
| Neptune Township (en) | Belmar          |                 |

## Histoire
À la fin du XIXe siècle, le Jersey Shore devient une destination touristique pour les habitants de New York et Philadelphie. La localité est alors appelée New Branch, Swanton Tract ou Lewis Greene Property. Vers 1897, l'industriel Edward Batchelor acquiert des terres et fonde la ville.
Le 23 mars 1900, Avon-by-the-Sea devient un borough indépendant de Neptune City. Son nom ferait référence au comté d'Avon en Angleterre. Selon d'autres versions, la ville serait nommée d'après Nels Avone, un chef viking groenlandais du XIe siècle, ou d'après un hôtel situé sur Sylvania Avenue raccourcit en Avon. Ses frontières avec Neptune City et Belmar sont modifiées entre 1904 et 1929.

## Démographie
Lors du recensement de 2010, la population d'Avon-by-the-Sea est de 1 901 habitants.